# 2009年足球
请参看：
- 己丑年（牛年）
- 2009年电影
- 2009年文学
- 2009年音乐
- 2009年体育
- 2009年电视
- 香港2009年
- 逝世公告

以下記載著2009年世界各地有關足球的重要事件，包括曾經發生過的大事和國際性賽事、各地聯賽及盃賽冠軍、球員獎項、退役名將以及逝世球員。

## 大事紀

### 1月至3月
- 1月12日 - 曼聯球員基斯坦奴·朗拿度獲國際足協選為2008年世界足球先生，並且成為繼路易士·費高後第二位當選世界足球先生的葡萄牙球員[1]。巴西球員瑪塔則當選為2008年世界足球小姐，成為連續3年獲得該獎項的巴西球員[2]。

### 4月至6月
- 4月19日：阿爾克馬爾終止連續27年由阿積士、PSV燕豪芬及飛燕諾壟斷荷甲聯賽冠軍局面。[3]
- 5月16日
  - 皇家馬德里作客2:3不敵維拉利爾，令榜首的巴塞羅拿提早奪得西班牙甲組足球聯賽冠軍。[4]
  - AC米蘭作客1:2敗於烏甸尼斯，令榜首的國際米蘭提早奪得意大利甲組足球聯賽，連續4年奪得意甲冠軍，而對上一次達成該紀錄的球隊是1930年代的祖雲達斯。[5]
  - 曼聯在主場與阿仙奴賽和0比0，提早一輪奪得英超聯賽冠軍，提前一輪成功衛冕英格蘭超級足球聯賽冠軍，不但追平利物浦的18個頂級聯賽冠軍紀錄，而且繼2001年後再一次連續三年成為聯賽冠軍，成為英格蘭足球歷史首支兩度成為頂級聯賽三連冠。[6]
- 5月23日：禾夫斯堡意外地擊敗拜仁慕尼黑、史特加及哈化柏林多支勁旅，創會60年多年歷史上首次奪得德甲冠軍。
- 5月30日：波爾多以1比0擊敗卡昂，相隔10年再次獲得法國甲組足球聯賽冠軍，成為壟斷里昂連續7年獲得法甲聯賽冠軍的局面。[7]
- 6月17日：北韓在世界盃亞洲區外圍賽作客沙特阿拉伯，最終戰和0比0，賽後北韓得以小組賽次名的成績相隔44年後晉身世界盃決賽週。

### 10月至12月
- 11月19日：法國在世界盃歐洲區外圍賽附加賽次回合於主場迎戰愛爾蘭，雙方在法定時間打成平手進入加時賽，法國前鋒亨利在上半場13分鐘以一球「上帝之手」淘汰對手出線世界盃決賽週。賽後引起愛爾蘭強烈不滿[8]。
- 12月12日：第五屆東亞運動會東道主香港於男子足球項目決賽中撃敗日本，港隊歷史性首次在綜合運動會奪得金牌。[9]
- 12月19日：西班牙球會巴塞隆拿在世界冠軍球會盃決賽加時階段以2比1擊敗阿根廷球會拉普拉塔大學生，不但成為第一支西班牙球會獲得世界冠軍球會盃冠軍，巴塞隆拿總結2009年內創紀錄贏得六項冠軍。[10]

## 各地聯賽冠軍

### 亞洲（AFC）
| 國家       | 最高級別聯賽         | 聯賽冠軍                        | 盃賽冠軍 |
| ---------- | -------------------- | ------------------------------- | -------- |
| 澳洲       | 澳大利亞職業足球聯賽 | 墨尔本胜仗（2）                 |          |
| 巴林       |                      | Muharraq Club（31）             |          |
| 孟加拉     |                      | Abahani Limited（3）            |          |
| 不丹       |                      | Druk Star FC（2）               |          |
| 柬埔寨     |                      | Nagacorp FC（2）                |          |
| 中國       | 中國超級足球聯賽     | 北京國安（1）                   |          |
| 中華台北   | 城市足球聯賽         | 高市耀迪（1）                   |          |
| 關島       | 關島男子足球聯賽     | Quality Distributors（3）       |          |
| 香港       | 香港甲組足球聯賽     | 南華（39）                      |          |
| 印度       | 印度                 | 丘吉尔兄弟（1）                 |          |
| 印度尼西亞 |                      | Persipura Jayapura（2）         |          |
| 伊朗       |                      | Esteghlal Tehran FC（6）        |          |
| 伊拉克     |                      | Arbil FC（3）                   |          |
| 日本       | 日本職業足球聯賽     | 鹿島鹿角（7）                   |          |
| 約旦       |                      | Al-Wihdat Amman（11）           |          |
| 南韓       | 韓國職業足球聯賽     | 全北現代汽車（1）               |          |
| 科威特     |                      | Al Qadsia Sports Club（12）     |          |
| 吉爾吉斯   |                      | 納倫多多伊迪納摩（6）           |          |
| 黎巴嫩     |                      | 阿爾內澤默（7）                 |          |
| 澳門       | 澳門甲組足球聯賽     | 藍白（9）                       |          |
| 馬來西亞   |                      | Selangor FA（5）                |          |
| 馬爾代夫   |                      | VB Sports Club（1）             |          |
| 蒙古       |                      | 烏蘭巴托大學（1）               |          |
| 緬甸       |                      | Yadanabon FC（1）               |          |
| 尼泊爾     |                      | 尼泊爾警察（2）                 |          |
| 阿曼       |                      | Inter Godfather's （2）         |          |
| 巴基斯坦   |                      | KRL FC（1）                     |          |
| 巴勒斯坦   |                      | Wadi Al-Neiss                   |          |
| 卡塔爾     | 卡塔爾足球聯賽       | Al-Gharafa（6）                 |          |
| 沙特阿拉伯 | 沙特阿拉伯足球聯賽   | 伊蒂哈德（8）                   |          |
| 新加坡     | 新加坡職業足球聯賽   | 新加坡軍團（8）                 |          |
| 斯里蘭卡   |                      | Sri Lanka Army Sports Club（1） |          |
| 敘利亞     |                      | Al Karamah（8）                 |          |
| 塔吉克     |                      | Vakhsh Qughonteppa（3）         |          |
| 泰國       | 泰國足球超級聯賽     | 蒙通聯（1）                     |          |
| 土庫曼     |                      | HTTU Aşgabat（3）               |          |
| 阿聯酋     |                      | Al-Ahli（5）                    |          |
| 烏茲別克   |                      | 賓約哥（2）                     |          |
| 越南       |                      | 峴港（2）                       |          |
| 也門       |                      | Al-Hilal（2）                   |          |

### 非洲（CAF）
- 埃及：阿赫利（34）

### 中北美及加勒比海地區（CONCACAF）
- 墨西哥
  - 春季聯賽冠軍：UNAM（6）
  - 秋季聯賽冠軍：Monterrey（3）
- 美國：皇家鹽湖城（1）

### 南美洲（CONMEBOL）
| 國家     | 最高級別聯賽         | 聯賽冠軍                             | 盃賽冠軍 |
| -------- | -------------------- | ------------------------------------ | -------- |
| 阿根廷   | 阿根廷足球甲級聯賽   | 春季冠軍：小阿根廷人（3） 秋季冠軍： |          |
| 巴西     | 巴西甲組足球聯賽     |                                      |          |
| 智利     | 智利足球甲級聯賽     |                                      |          |
| 厄瓜多爾 | 厄瓜多爾足球甲級聯賽 |                                      |          |
| 巴拉圭   | 巴拉圭足球甲級聯賽   |                                      |          |
| 烏拉圭   | 烏拉圭足球甲級聯賽   | 彭拿路（47）                         |          |
| 委內瑞拉 |                      | 卡拉卡斯（Caracas FC，11）           |          |

### 大洋洲（OFC）
- 紐西蘭：奧克蘭城（4）

### 歐洲（UEFA）
| 國家       | 最高級別聯賽                     | 聯賽冠軍             | 盃賽冠軍 |
| ---------- | -------------------------------- | -------------------- | -------- |
| 阿爾巴尼亞 | 阿爾巴尼亞足球甲級聯賽           | KF地拉那（24）       |          |
| 安道爾     | 安道爾足球甲級聯賽               | 辛特祖利亞（2）      |          |
| 亞美尼亞   | 亞美尼亞足球甲級聯賽             | 佩歷克（12）         |          |
| 奧地利     | 奧地利足球超級聯賽               | 薩爾斯堡紅牛（5）    |          |
|            | 亞塞拜然足球甲級聯賽             | 巴庫（2）            |          |
| 白俄羅斯   | 白俄羅斯足球超級聯賽             | 貝特（6）            |          |
| 比利時     | 比利時足球甲級聯賽               | 標準列治（10）       |          |
|            | 波斯尼亞和黑塞哥維那超級足球聯賽 | 薩連斯基（2）        |          |
| 保加利亞   | 保加利亞足球甲級聯賽             | 索菲亞利夫斯基（26） |          |
|            | 克羅地亞足球甲級聯賽             | 薩格勒布戴拿模（11） |          |
|            | 賽普勒斯足球甲級聯賽             | APOEL（20）          |          |
| 捷克       | 捷克足球甲級聯賽                 | 布拉格斯拉維亞（17） |          |
| 丹麥       | 丹麥足球超級聯賽                 | 哥本哈根（7）        |          |
| 英格蘭     | 英格蘭超級足球聯賽               | 曼聯（18）           |          |
| 愛沙尼亞   | 爱沙尼亚足球甲级联赛             | 塔林利瓦迪亞（7）    |          |
| 法羅群島   | 法罗群岛足球甲级联赛             | HB拖錫雲（20）       |          |
| 芬蘭       | 芬蘭足球超級聯賽                 | HJK赫爾辛基（22）    |          |
| 法國       | 法國甲組足球聯賽                 | 波爾多（6）          |          |
| 格魯吉亞   | 格魯吉亞足球超級聯賽             | WIT格魯吉亞（2）     |          |
| 德國       | 德國甲組足球聯賽                 | 禾夫斯堡（1）        |          |
| 匈牙利     | 匈牙利足球甲級聯賽               | 迪比辛尼（4）        |          |
| 冰島       | 冰島足球超級聯賽                 | 夏拿佐杜亞（5）      |          |
| 以色列     | 以色列足球超級聯賽               | 海法馬卡比（11）     |          |
| 義大利     | 意大利甲組足球聯賽               | 國際米蘭（17）       |          |
| 哈薩克     | 哈薩克超級足球聯賽               | 阿克圖比（4）        |          |
| 拉脫維亞   | 拉脫維亞超級足球聯賽             | 美達雷斯（2）        |          |
| 立陶宛     | 立陶宛足球甲级联赛               | 伊蘭拿斯（5）        |          |
| 盧森堡     | 盧森堡足球甲級聯賽               | F91杜迪蘭治（8）     |          |
| 馬其頓     | 馬其頓甲組足球聯賽               | 馬克頓尼亞（1）      |          |
| 馬爾他     | 馬爾他足球超級聯賽               | 希伯尼恩斯（10）     |          |
| 摩爾多瓦   | 摩爾多瓦足球聯賽                 | 舒列夫（9）          |          |
| 黑山       | 黑山足球甲級聯賽                 | 蒙格蘭（1）          |          |
| 荷蘭       | 荷蘭甲組足球聯賽                 | 阿爾克馬爾（2）      |          |
| 北愛爾蘭   | 北愛爾蘭足球超級聯賽             | 格倫杜蘭（23）       |          |
| 挪威       | 挪威足球超級聯賽                 | 洛辛堡（21）         |          |
| 波蘭       | 波蘭足球甲級聯賽                 | 克拉科夫（12）       |          |
| 葡萄牙     | 葡萄牙足球甲級聯賽               | 波圖（24）           |          |
| 愛爾蘭     | 愛爾蘭足球超級聯賽               | 布咸美恩（11）       |          |
| 羅馬尼亞   | 羅馬尼亞足球甲級聯賽             | 烏尼雷亞（1）        |          |
| 俄羅斯     | 俄羅斯足球超級聯賽               | 魯賓卡山（2）        |          |
| 聖馬力諾   | 聖馬力諾足球甲級聯賽             | 費奧利（5）          |          |
| 蘇格蘭     | 蘇格蘭超級足球聯賽               | 格拉斯哥流浪（52）   |          |
| 塞爾維亞   | 塞爾維亞足球超級聯賽             | 柏迪遜（21）         |          |
| 斯洛伐克   | 斯洛伐克足球甲级联赛             | 斯洛雲（5）          |          |
| 斯洛文尼亞 | 斯洛文尼亞足球甲级联赛           | 馬里博爾（8）        |          |
| 西班牙     | 西班牙足球甲級聯賽               | 巴塞隆拿（19）       |          |
| 瑞典       | 瑞典足球超級聯賽                 | AIK蘇納（11）        |          |
| 瑞士       | 瑞士足球超級聯賽                 | 蘇黎世（12）         |          |
| 土耳其     | 土耳其足球超級聯賽               | 比錫達斯（13）       |          |
| 烏克蘭     | 烏克蘭足球超級聯賽               | 基輔戴拿模（13）     |          |
| 威爾斯     | 威尔士足球超級联赛               | 拉爾（2）            |          |

## 國際性賽事

### 球會級別賽事
| 賽事             | 賽事               | 決賽舉行地點   | 冠軍                 | 亞軍                  | 決賽比數           |
| ---------------- | ------------------ | -------------- | -------------------- | --------------------- | ------------------ |
| 世界             | 世界冠軍球會盃     | 阿联酋杜拜     | 巴塞隆拿             | 拉普拉塔大學生        | 1 - 1（加時2 - 1） |
| 歐洲             |                    |                |                      |                       |                    |
|                  | 義大利羅馬         | 巴塞隆拿       | 曼聯                 | 2 - 0                 |                    |
|                  | 土耳其伊斯坦堡     | 薩克達         | 雲達不萊梅           | 1 - 1（加時2 - 1）    |                    |
| 歐洲超霸盃       | 法國摩納哥         | 巴塞隆拿       | 薩克達               | 0 - 0（加時1 - 0）    |                    |
| 南美洲           |                    |                |                      |                       |                    |
| 南美自由盃       | 決賽採用主客制進行 | 拉普拉塔大學生 | 高士路               | 總比數 2 - 1          |                    |
| 南美球會盃       | 決賽採用主客制進行 | 利加大學       | 富明尼斯             | 總比數 5 - 4          |                    |
| 南美优胜者杯     | 決賽採用主客制進行 | 利加大學       | 國際體育會           | 總比數 4 - 0          |                    |
| 中北美洲         |                    |                |                      |                       |                    |
| 中北美聯賽冠軍盃 | 決賽採用主客制進行 | 亞特蘭特       | 藍十字               | 總比數 2 - 0          |                    |
| 亞洲             |                    |                |                      |                       |                    |
| 亞洲聯賽冠軍盃   | 日本东京           | 浦項製鐵       | 伊蒂哈德             | 2 - 1                 |                    |
| 亞洲足協盃       | 科威特科威特市     | 科威特競技     | 卡拉馬               | 2 - 1                 |                    |
| 亞洲足協會長盃   | 图尔松扎德         | 塔吉克冶煉廠   | 納倫多多伊迪納摩     | 2 - 0                 |                    |
| 非洲             |                    |                |                      |                       |                    |
| 非洲聯賽冠軍盃   | 決賽採用主客制進行 | TP馬贊姆貝     | 哈特蘭德             | 2 - 2（作客入球獲勝） |                    |
| 非洲足球聯合會盃 | 決賽採用主客制進行 | Stade Malien   | ES塞蒂夫             | 2 - 2（十二碼 3 - 2） |                    |
| 非洲超級盃       | 埃及開羅           | 艾阿里         | Club Sportif Sfaxien | 2 - 1                 |                    |
| 大洋洲           |                    |                |                      |                       |                    |
| 大洋洲聯賽冠軍盃 | 決賽採用主客制進行 | 奧克蘭城       | Koloale FC           | 總比數 9 - 4          |                    |

### 國家隊級別賽事
| 賽事     | 賽事       | 決賽舉行地點                | 冠軍   | 亞軍         | 決賽比數              |
| -------- | ---------- | --------------------------- | ------ | ------------ | --------------------- |
| 世界     | 洲際國家盃 | 南非約翰尼斯堡              | 巴西   | 美国         | 3 - 2                 |
| 歐洲     |            |                             |        |              |                       |
| 南美洲   |            |                             |        |              |                       |
| 中北美洲 | 美洲金盃   | 美国新澤西州East Rutherford | 墨西哥 | 美国         | 5 - 0                 |
| 亞洲     | 海灣盃     | 阿曼馬斯喀特                | 阿曼   | 沙烏地阿拉伯 | 0 - 0（十二碼 6 - 5） |
| 非洲     | 中東非盃   | 乌干达坎帕拉                | 乌干达 |              | 1 - 0                 |

## 國際足協世界排名首10位

### 1月至6月
| 1月           | 2月           | 3月           | 4月           | 5月           | 6月           |
| ------------- | ------------- | ------------- | ------------- | ------------- | ------------- |
| 西班牙（ ━ ） | 西班牙（ ━ ） | 西班牙（ ━ ） | 西班牙（ ━ ） | 西班牙（ ━ ） | 西班牙（ ━ ） |
| 德国（ ━ ）   | 德国（ ━ ）   | 德国（ ━ ）   | 德国（ ━ ）   | 德国（ ━ ）   | 荷蘭（▲）     |
| 荷蘭（ ━ ）   | 荷蘭（ ━ ）   | 荷蘭（ ━ ）   | 荷蘭（ ━ ）   | 荷蘭（ ━ ）   | 德国（▼）     |
| 義大利（ ━ ） | 義大利（ ━ ） | 義大利（ ━ ） | 巴西（▲）     | 巴西（ ━ ）   | 義大利（▲）   |
| 巴西（ ━ ）   | 巴西（ ━ ）   | 巴西（ ━ ）   | 義大利（▼）   | 義大利（ ━ ） | 巴西（▼）     |
| 阿根廷（ ━ ） | 阿根廷（ ━ ） | 阿根廷（ ━ ） | 阿根廷（ ━ ） | 阿根廷（ ━ ） | 英格兰（▲）   |
| （ ━ ）       | （ ━ ）       | （ ━ ）       | 英格兰（▲）   | 英格兰（ ━ ） | 阿根廷（▼）   |
| 英格兰（ ━ ） | 英格兰（ ━ ） | 俄羅斯（▲）   | （▼）         | （ ━ ）       | （ ━ ）       |
| 俄羅斯（ ━ ） | 俄羅斯（ ━ ） | 英格兰（▼）   | 俄羅斯（▼）   | 俄羅斯（ ━ ） | 俄羅斯（ ━ ） |
| 土耳其（ ━ ） | 土耳其（ ━ ） | 葡萄牙（▲）   | 法國（▲）     | 法國（ ━ ）   | 法國（ ━ ）   |

## 逝世
- 2009年4月23日：林尚義，終年74歲，香港足球運動員及電視足球評述員。
- 2009年6月17日：高寶強，香港足球運動員，南華足球隊隊長，綽號「南華之寶」。
- 2009年7月31日：波比·笠臣，終年76歲，前英格蘭足球代表隊主教練。
- 2009年10月2日：陳輝洪，終年77歲，香港足球運動員及教練。
- 2009年10月24日：畢偉康，終年62歲，香港足球運動員及教練。
- 2009年11月10日：罗伯特·恩克，終年32歲，德國守門員，曾代表德國國家足球隊。

## 著名退役球員
- 馬甸尼
- 蒙迪拿
- 尼維特
- 費高
- 亨里克·拉松
- 李健和